# Глушци (Богатић)
Глушци су сеоско насеље у Србији у општини Богатић у Мачванском округу. Према попису из 2022. било је 1635 становника.Са запада граниче се са Богатићем и Раденковићем,са севера Ноћајем,са истока Узвећем,а са југа Мачванским Метковићем.Асфалтним путевима Глушци су повезани са Мачванском Митровицом(10 км),Шапцом(20 км) и Богатићем(9 км).
Насеље је крстастог,јасеничко-мачванског типа,а земљиште Глушаца је део простране мачванске равнице,као ободног дела Панонске низије,са надморском висином 81 m.По климатским елементима,глушачко микроподнебље има умерено-континенталну климу.Просечна годишња температура је 11,4 °C,а посебно изражен елемент у клими Глушаца су ветрови који дувају из разних праваца,са различитом учесталошћу и брзином,најчешће у марту,априлу,јулу и новембру.Повољни природни и еколошки услови учинили су да Глушци буду изразито пољопривредно насеље.
Овде је рођен и живео песник Борисав Бора Симић (1929-2016). Овде се налази Спомен комплекс Бубања.

## Демографија
У насељу Глушци живи 1909 пунолетних становника, а просечна старост становништва износи 41,6 година (40,9 код мушкараца и 42,3 код жена). У насељу има 713 домаћинстава, а просечан број чланова по домаћинству је 3,29.
Ово насеље је великим делом насељено Србима (према попису из 2002. године), а у последња три пописа, примећен је пад у броју становника.
|  |

| Демографија | Демографија | Демографија |
| Година      | Становника  | Становника  |
| ----------- | ----------- | ----------- |
| 1948.       | 2.856       |             |
| 1953.       | 2.906       |             |
| 1961.       | 2.776       |             |
| 1971.       | 2.556       |             |
| 1981.       | 2.512       |             |
| 1991.       | 2.438       | 2.354       |
| 2002.       | 2.346       | 2.452       |

| Етнички састав према попису из 2002.‍ | Етнички састав према попису из 2002.‍ | Етнички састав према попису из 2002.‍ | Етнички састав према попису из 2002.‍ | Етнички састав према попису из 2002.‍ |
| ------------------------------------ | ------------------------------------ | ------------------------------------ | ------------------------------------ | ------------------------------------ |
|                                      |                                      |                                      |                                      |                                      |
| Срби                                 | Срби                                 |                                      | 2.299                                | 97,99%                               |
| Роми                                 | Роми                                 |                                      | 16                                   | 0,68%                                |
| Црногорци                            | Црногорци                            |                                      | 5                                    | 0,21%                                |
| Хрвати                               | Хрвати                               |                                      | 3                                    | 0,12%                                |
| Румуни                               | Румуни                               |                                      | 1                                    | 0,04%                                |
| непознато                            | непознато                            |                                      | 20                                   | 0,85%                                |

| Година пописа     | 1948. | 1953. | 1961. | 1971. | 1981. | 1991. | 2002. |
| ----------------- | ----- | ----- | ----- | ----- | ----- | ----- | ----- |
| Број домаћинстава | 532   | 594   | 649   | 670   | 690   | 687   | 713   |

| Број чланова      | 1   | 2   | 3   | 4   | 5   | 6  | 7  | 8 | 9 | 10 и више | Просек |
| ----------------- | --- | --- | --- | --- | --- | -- | -- | - | - | --------- | ------ |
| Број домаћинстава | 155 | 135 | 114 | 109 | 106 | 61 | 21 | 9 | 2 | 1         | 3,29   |

| Пол    | Укупно | Неожењен/Неудата | Ожењен/Удата | Удовац/Удовица | Разведен/Разведена | Непознато |
| ------ | ------ | ---------------- | ------------ | -------------- | ------------------ | --------- |
| Мушки  | 965    | 242              | 623          | 65             | 23                 | 12        |
| Женски | 1.006  | 138              | 614          | 223            | 22                 | 9         |
| УКУПНО | 1.971  | 380              | 1.237        | 288            | 45                 | 21        |

| Пол    | Укупно                    | Пољопривреда, лов и шумарство | Рибарство                            | Вађење руде и камена | Прерађивачка индустрија       |
| ------ | ------------------------- | ----------------------------- | ------------------------------------ | -------------------- | ----------------------------- |
| Мушки  | 578                       | 435                           | 0                                    | 1                    | 45                            |
| Женски | 321                       | 240                           | 0                                    | 0                    | 11                            |
| УКУПНО | 899                       | 675                           | 0                                    | 1                    | 56                            |
| Пол    | Производња и снабдевање   | Грађевинарство                | Трговина                             | Хотели и ресторани   | Саобраћај, складиштење и везе |
| Мушки  | 2                         | 23                            | 29                                   | 3                    | 8                             |
| Женски | 1                         | 1                             | 23                                   | 3                    | 2                             |
| УКУПНО | 3                         | 24                            | 52                                   | 6                    | 10                            |
| Пол    | Финансијско посредовање   | Некретнине                    | Државна управа и одбрана             | Образовање           | Здравствени и социјални рад   |
| Мушки  | 0                         | 0                             | 6                                    | 9                    | 7                             |
| Женски | 1                         | 1                             | 4                                    | 14                   | 13                            |
| УКУПНО | 1                         | 1                             | 10                                   | 23                   | 20                            |
| Пол    | Остале услужне активности | Приватна домаћинства          | Екстериторијалне организације и тела | Непознато            | Непознато                     |
| Мушки  | 3                         | 0                             | 0                                    | 7                    | 7                             |
| Женски | 0                         | 0                             | 0                                    | 7                    | 7                             |
| УКУПНО | 3                         | 0                             | 0                                    | 14                   | 14                            |

## Галерија
- Сеоска школа
- Споменик испред школе
- Дом културе
- Споменик у центру села

- Етно парк „Авлија”

- Улаз у порту Цркве Светих апострола Петра и Павла
- Црква Светих апостола Петра и Павла
- Капела у порти цркве
- Крстионица